# Binding (textiel)

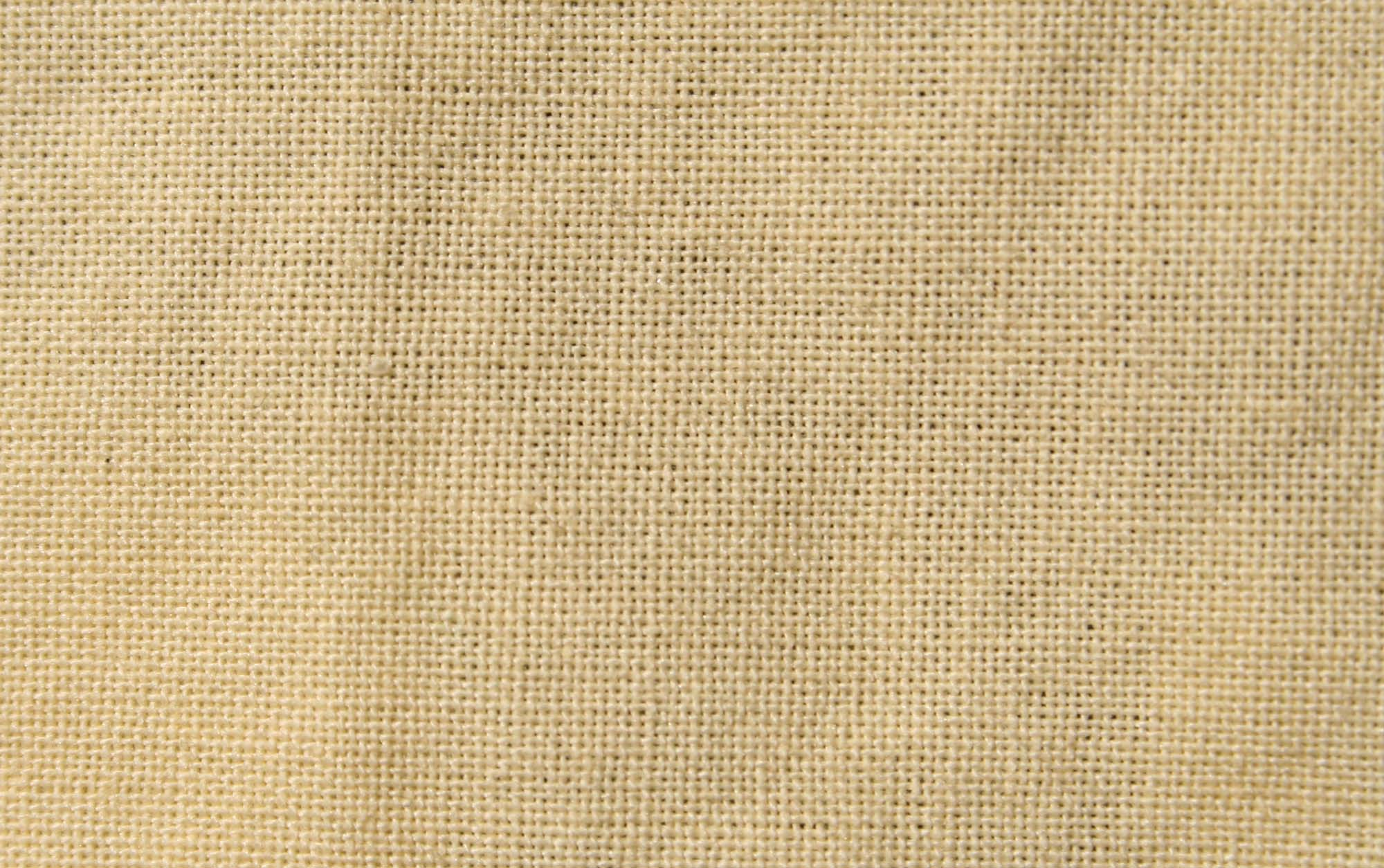
Weefsel effen binding

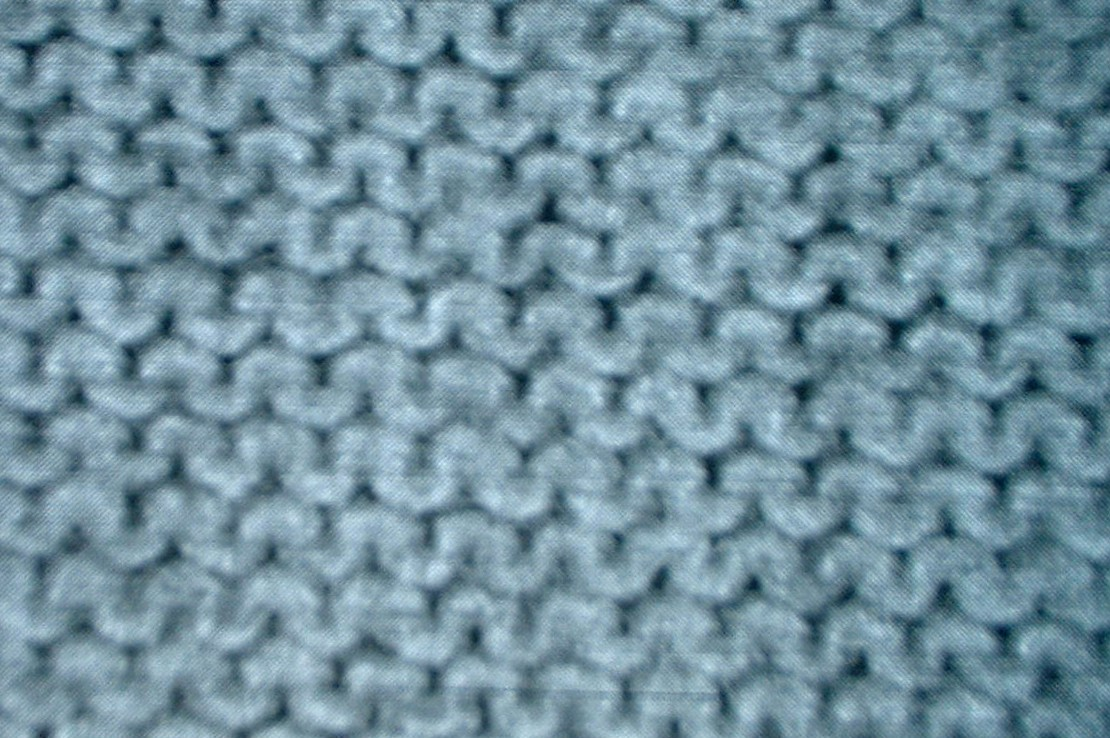
RL breisel linkse kant

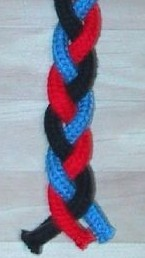
Vlechtsel 3 draden,1 vlechtig

Onder binding verstaan we de manier waarop de draden in een textiel product (breisel, weefsel of vlechtsel) door elkaar gehaald zijn. Het uiterlijk en de samenhang in het product en eigenschappen als sterkte en vervormbaarheid worden door de binding bepaald.

## Weefsels
Een weefsel bestaat uit kettingdraden, die in de lengterichting lopen en inslagdraden die in de breedterichting lopen. 

### Grondbindingen
De weverij kent drie grondbindingen, waarvan alle andere bindingen zijn afgeleid: 
- de plat of effenbinding: ketting en inslag liggen beurtelings boven en onder ofwel de ketting weeft 1 op, 1 neer en de tweede kettingdraad weeft het spiegelbeeld. Dit is de binding met het kleinste rapport: 2 kettingdraden breed en twee inslagen hoog. Het weefsel heeft een regelmatig uiterlijk en is zeer stabiel.
- de keperbinding. Het kenmerk hiervan is een schuine lijn in het weefsel. Het weefsel is soepeler dan een effen weefsel en makkelijker vervormbaar. De ketting van de kleinste keperbinding weeft 1 op, 2 neer en elke volgende draad begint 1 inslag hoger, zodat de bindingspunten elkaar raken. Het rapport is 3 kettingdraden bij 3 inslagen en de voor- en achterkant van het weefsel zijn verschillend.
- de satijnbinding. Bij deze binding raken de bindingspunten elkaar niet, zodat geen kenmerkende lijn in het weefsel ontstaat. Ook bij deze binding is de voor- en achterkant verschillend en hiervan wordt bij jacquard- en damastweven gebruikgemaakt. De kleinste satijnbinding is 5 kettingdraden breed en 5 inslagen hoog.

## Breisels
Breisels bestaan uit draden die in een golfvorm gelegd zijn en dan door elkaar gehaald worden. In een inslagbreisel lopen de draden in de breedterichting en in een kettingbreisel in de lengterichting. Ook de breierij kent 3 grondbindingen, waarvan het effect het duidelijkst te zien is in inslagbreisels, in kettingbreisels is dit moeilijker te zien..
- Rechts-links breisel. In de hobbysfeer wordt meestal de term averecht in plaats van links gebruikt. Dit breisel laat aan een kant rechtse (V vorm) en aan de andere kant linkse steken (horizontale boogjes) zien. Dit breisel kan met grote snelheid geproduceerd worden en wordt o.a. in T- shirts toegepast.
- Rechts-rechts breisel. In ontspannen toestand laat dit breisel aan beide kanten rechtse steken zien. Als het breisel in de breedte uitgerekt wordt, zijn tussen de rechtse steken linkse steken te zien. De rechtse steken vormen verticale ribbels. Dit type heet ook wel ribbreisel en is zeer elastisch. De kleinste rechts-rechts binding is 2 steken breed (1 rechts, 1 links)
- Links-links breisel. In ontspannen toestand laat dit breisel aan beide kanten linkse steken zien. Als het breisel in de lengte uitgerekt wordt, verschijnen tussen de linkse steken ook rechtse steken. Deze binding komt weinig voor.

## Vlechtsels
Vlechtsels bestaan uit draden die diagonaal verlopen en dan als in een weefsel met elkaar vervlochten worden. Het onderscheid tussen de verschillende vlechtconstructies ligt in het aantal gebruikte draden en de lengte van de flottering van de vlechtdraad. De draad kan flotteren (los liggen) over 1 (1 vlechtig), 2 (2 vlechtig) of over 3 draden. Bovendien kunnen in een vlechtsel draden in de lengterichting ingelegd worden, die recht in het vlechtsel liggen.